# Groß Woltersdorf (Barnekow)
Groß Woltersdorf ist ein Ortsteil der Gemeinde Barnekow im Landkreis Nordwestmecklenburg in Mecklenburg-Vorpommern. 

## Geografie und Verkehrsanbindung
Groß Woltersdorf liegt nordöstlich des Kernortes Barnekow an der Landesstraße L 012. Westlich verläuft die B 105, östlich die B 106 und südlich die A 20. Durch den Ort fließt die Köppernitz.

## Geschichte
Im Ort oder in unmittelbarer Nähe befinden sich mehrere Fundorte der Vor- und Frühgeschichte (siehe Barnekow#Geschichte): 
- Fund mehrerer Bronzen im Jahr 1880 im Moor zwischen Barnekow und Groß Woltersdorf
- Knochenfunde und Steingeräte, die 1868 in Groß Woltersdorf am Weg nach Dammhusen, einem Stadtteilbezirk von Wismar, entdeckt wurden
- ein wendischer Burgwall am Weg nach Stofferstorf, in unmittelbarer Nähe des Moores, wo 1880 die Bronzen gefunden wurden
- eine mittelalterliche ehemalige Burganlage am südlichen Ortsrand